# MTV Video Music Awards Latin America
Gli MTV Video Music Awards Latin America (in breve VMALAs) sono una manifestazione organizzata dall'emittente televisiva MTV, dove vengono premiati i migliori artisti latinoamericani.
La prima edizione della manifestazione si è tenuta nel 2002.
Generalmente i premi sono assegnati tramite votazioni sul sito ufficiale, in cui gli utenti possono votare i loro artisti preferiti per la candidatura e successivamente decretare il vincitore di ogni categoria.
Nel 2010 la manifestazione è stata sostituita dai concerti "MTV World Stage Mexico" e nel 2011 non si è svolta. Tuttavia nel dicembre 2012 è previsto un nuovo evento a Città del Messico.

## Città che hanno ospitato gli MTV Video Music Awards Latin America
| Anno                      | Luogo                            | Città                     | Presentatore                 |
| ------------------------- | -------------------------------- | ------------------------- | ---------------------------- |
| 2002                      | Jackie Gleason Theatre           | Miami Beach               | Diego Luna e Mario Pergolini |
| 2003                      | Jackie Gleason Theatre           | Miami Beach               | Diego Luna                   |
| 2004                      | Jackie Gleason Theatre           | Miami Beach               | Paulina Rubio                |
| 2005                      | Xcaret Park, Teatro Gran Tlachco | Playa del Carmen          | Molotov                      |
| 2006                      | Palacio de los Deportes          | Città del Messico         | Molotov e Ana de la Reguera  |
| 2007                      | Palacio de los Deportes          | Città del Messico         | Diego Luna                   |
| 2008                      | Auditorium Telmex                | Guadalajara               | N/A                          |
| 2009                      |                                  |                           |                              |
| Corferias                 | Bogotà                           | Nelly Furtado e Residente |                              |
| Espacio Darwin            | Buenos Aires                     | Nelly Furtado e Residente |                              |
| Gibson Amphitheatre       | Los Angeles                      | Nelly Furtado e Residente |                              |
| Hipodromo de las Americas | Città del Messico                | Nelly Furtado e Residente |                              |

## Vincitori dei premi nelle varie edizioni

### 2002 - Miami Beach
- Best Male Artist: Juanes
- Best Female Artist: Shakira
- Best Group or Duet: La Ley
- Best Pop Artist: Shakira
- Best Rock Artist: La Ley
- Best Alternative Artist: Manu Chao
- Best Pop Artist International: Pink (cantante)
- Best Rock Artist International: Red Hot Chili Peppers
- Best New Artist International: Avril Lavigne
- Best Artist North: Shakira
- Best New Artist North: Sin Bandera
- Best Artist Southwest: Libido
- Best New Artist Southwest: DJ Mendez
- Best Artist Southeast: Diego Torres
- Best New Artist Southeast: Bandana
- Video of the Year: Shakira - "Suerte"
- Artist of the Year: Shakira
- MTV Legend Award: Soda Stereo

### 2003 - Miami Beach
- Best Solo Artist: Natalia Lafourcade
- Best Group or Duet: Molotov
- Best Pop Artist: Natalia Lafourcade
- Best Rock Artist: Juanes
- Best Alternative Artist: Molotov
- Best Pop Artist International: Avril Lavigne
- Best Rock Artist International: Coldplay
- Best New Artist International: Evanescence
- Best Artist Mexico: Molotov
- Best New Artist Mexico: Natalia Lafourcade
- Best Artist Central: Libido
- Best New Artist Central: TK
- Best Artist Argentina: Bersuit Vergarabat
- Best New Artist Argentina: Vicentico
- Best Independent Artist: Hermanos Brothers
- Video of the Year: Molotov - "Frijolero"
- Artist of the Year: Juanes

### 2004 - Miami Beach
- Best Solo Artist: Julieta Venegas
- Best Group or Duet: La Oreja de Van Gogh
- Best Pop Artist: Alejandro Sanz
- Best Rock Artist: La Ley
- Best Alternative Artist: Café Tacuba
- Best Pop Artist International: Avril Lavigne
- Best Rock Artist International: Maroon 5
- Best Hip-Hop/R&B Artist International: Black Eyed Peas
- Best New Artist International: Maroon 5
- Best Artist Mexico: Julieta Venegas
- Best New Artist Mexico: Belinda
- Best Artist Central: TK
- Best New Artist Central: Cementerio Club
- Best Artist Argentina: Diego Torres
- Best New Artist Argentina: Airbag
- Best Independent Artist: Capri
- Video of the Year: Café Tacuba - "Eres"
- Artist of the Year: Julieta Venegas

### 2005 - Playa del Carmen
- Best Male Artist: Juanes
- Best Female Artist: Shakira
- Best Group or Duet: Reik
- Best Pop Artist: Shakira
- Best Rock Artist: Juanes
- Best Alternative Artist: Miranda!
- Best Pop Artist International: Gwen Stefani
- Best Rock Artist International: Green Day
- Best Hip-Hop/R&B Artist International: Black Eyed Peas
- Best New Artist International: My Chemical Romance
- Best Artist North: Reik
- Best New Artist North: Reik
- Best Artist Central: Shakira
- Best New Artist Central: Andrea Echeverri
- Best Artist South: Miranda!
- Best New Artist South: Bahiano
- Best Independent Artist: Panda
- Video of the Year: Shakira featuring Alejandro Sanz - "La Tortura"
- Artist of the Year: Shakira

### 2006 - Città del Messico
- Best Solo Artist: Julieta Venegas
- Best Group or Duet: Panda
- Best Pop Artist: Kudai
- Best Rock Artist: Maná
- Best Alternative Artist: Panda
- Best Pop Artist International: Robbie Williams
- Best Rock Artist International: My Chemical Romance
- Best New Artist International: James Blunt
- Best Artist North: Belanova
- Best New Artist North: Allison
- Best Artist Central: Juanes
- Best New Artist Central: Fonseca
- Best Artist South: Gustavo Cerati
- Best New Artist South: Axel
- Best Independent Artist: Charlie 3
- Breakthrough Artist: Panda
- Promising Artist: Calle 13
- MTV Tr3s Viewer's Choice Award: Don Omar
- Song of the Year: Shakira featuring Wyclef Jean - "Hips Don't Lie"
- Video of the Year: Maná - "Labios Compartidos"
- Artist of the Year: Daddy Yankee
- MTV Legend Award: Maná

### 2007 - Città del Messico
- Artist of the Year: Maná
- Video of the Year: Belinda - "Bella Traición"
- Song of the Year: Avril Lavigne - "Girlfriend"
- Best Solo Artist: Belinda
- Best Group or Duet: Maná
- Best Pop Artist: Julieta Venegas
- Best Rock Artist: Babasónicos
- Best Urban Artist: Daddy Yankee
- Best Alternative Artist: Panda
- Best Independent Artist: No Lo Soporto
- Best Pop Artist - International: Avril Lavigne
- Best Rock Artist - International: Evanescence
- Best New Artist - International: Fergie
- Best Artist - North: División Minúscula
- Best New Artist - North: Camila
- Best Artist - Central: Kudai
- Best New Artist - Central: Six Pack
- Best Artist - South: Airbag
- Best New Artist - South: Inmigrantes
- MTV Tr3́s Viewer's Choice Award - Best Pop Artist: Aventura
- MTV Tr3́s Viewer's Choice Award - Best Urban Artist: Wisin & Yandel
- MTV Tr3́s Viewer's Choice Award - Best New Artist: Kat DeLuna
- Breakthrough Artist: Camila
- Promising Artist: Mala Rodriguez
- Fashionista - Female: Paulina Rubio
- Fashionista - Male: Pablo Holman
- Agent of Change: Juanes
- Influence Award: The Cure

### 2008 - Guadalajara
- Artist of the Year: Juanes
- Video of the Year: Belanova - "One, Two, Three, Go! (1, 2, 3, Go!)"
- Song of the Year: Tokio Hotel - "Monsoon"
- Best Solo Artist: Juanes
- Best Group or Duet: Kudai
- Best Pop Artist: Kudai
- Best Rock Artist: Juanes
- Best Alternative Artist: Café Tacuba
- Best Pop Artist - International: Jonas Brothers
- Best Rock Artist - International: Thirty Seconds to Mars
- Best New Artist - International: Tokio Hotel
- Best Artist - North: Belanova
- Best Artist - Central: Juanes
- Best Artist - South: Miranda!
- Breakthrough Artist: Ximena Sariñana
- Promising Artist: Infierno 18
- Fashionista - Female: Rihanna
- Fashionista - Male: Joe Jonas
- Best Fan Club: Tokio Hotel (Presidente: Fátima Acosta)
- Best Video Game Soundtrack: Guitar Hero III: Legends of Rock
- Best Ringtone Tokio Hotel - "Monsoon"
- Best Music Film: U2 3D (Diretto da Catherine Owens e Mark Pellington)
- Best Reunion Tour: Soda Stereo
- MTV Legend Award: Los Fabulosos Cadillacs

### 2009 - Buenos Aires, Mexico City, Bogotà, Los Angeles
- Artist of the Year: Wisin & Yandel
- Video of the Year: Wisin & Yandel - "Abusadora"
- Song of the Year: Lady Gaga - "Poker Face"
- Best Solo Artist: Paulina Rubio
- Best Group or Duet: Panda
- Best Pop Artist: Reik
- Best Rock Artist: Zoé
- Best Alternative Artist: Panda
- Best Pop Artist - International: Jonas Brothers
- Best Rock Artist - International: Green Day
- Best New Artist - International: Lady Gaga
- Best Artist - North: Panda
- Best Artist - Central: Don Tetto
- Best Artist - South: Miranda!
- Breakthrough Artist: Sonohra
- Promising Artist: Loli Molina
- Fashionista - Female: Hayley Williams
- Fashionista - Male: Nick Jonas
- Best Fan Club: Britney Spears (Presidente: Erik Magdaleno)
- Best Video Game Soundtrack: Rock Band - Green Day Pack
- Best Ringtone Katy Perry - "Hot n Cold"
- MTV Legend Award: Café Tacuba